# Luther Perkins
Luther Monroe Perkins (Memphis, 8 januari 1928 - Hendersonville, 5 augustus 1968) was een Amerikaanse gitarist.
Hij bespeelde de elektrische gitaar in de begeleidingsgroep The Tennessee Two (later Three) van countryzanger Johnny Cash, naast bassist Marshall Grant en vanaf 1960 ook drummer W.S. "Fluke" Holland.
Perkins groeide op in Como, waar hij zichzelf gitaar leerde spelen. Hij ging aan de slag als mecanicien bij Automobile Sales in Memphis. Daar ontmoette hij Grant en de oudere broer van Cash, Roy. Omdat Perkins het volume van zijn Fender Telecaster niet kon regelen, dempte hij de bass-snaren (E,A,D) door zijn hand ertegen te houden. Dit zorgde mede voor het 'boom-chicka-boom' handelsmerk van Johnny Cash & The Tennessee Two/Three.
Op 3 augustus 1968 keerde Perkins huiswaarts na een dagje vissen. Hij ging in de zetel liggen en viel in slaap met een opgestoken sigaret. Rond zes uur 's ochtends werd zijn dochter wakker en zag niets dan vlammen en rook in de woonkamer. Perkins werd weggevoerd naar het Vanderbilt University Hospital, waar een poging tot reanimatie werd gedaan. Alle hulp kwam te laat. Perkins stierf twee dagen later.
- Bibliothèque nationale de France: cb14215066d (data)
- Gemeinsame Normdatei: 134595211
- International Standard Name Identifier: 0000 0001 1062 9628
- Library of Congress Control Number: no98052380
- MusicBrainz: 370b958c-c782-40f7-812f-70d9b60f1bb6
- SNAC: w6586q5b
- Virtual International Authority File: 53764993
- WorldCat: E39PBJfWWM4qCGYm6RQP7QtBT3